# 精密國際
精密國際（簡稱）是位於英國漢普樸茨茅斯的一家槍械制造商，由英国射击运动员马尔柯姆·库帕在1978年建立，主要生產狙擊步槍，包括著名的精密國際AW（Arctic Warfare）系列。精密國際的狙擊步槍系列已成為世界多國軍隊及警隊的裝備。
精密國際公司在2005年曾被清盤，但其後又被一家英國財團收購，而原本的設計小組亦已重回職位。

## 設計
精密國際狙擊步槍系列的以人體工學為首要設計，步槍上的握把位置和握持方式較為獨特，射擊時後座力較低，令射手更為舒適，從而提高準確度。其次是軍用型步槍槍管可輕易更換以對應不同口徑彈藥，在作戰時整個過程只需約15分鐘。整把步槍上只有4口螺絲作固定，槍機和自由浮動式槍管由兩塊中空的聚合物料槍托包覆，這種設計令步槍能夠長時間保持在歸零後的狀態。

## 產品
| 型號                                           | 口徑                                                          | 備註                                                                         |
| PM（Precision Marksman）                       | 7.62×51 NATO                                                  | 英軍定名為L96                                                                |
| AW（Arctic Warfare）                           | 7.62×51 NATO                                                  | 英軍定名為L96A1，瑞典軍隊版本名為PSG 90，澳洲軍隊版本具備摺疊槍托，名為SR-98 |
| AWP （Police）                                 | 7.62×51 NATO                                                  | 警用型                                                                       |
| AWS （Suppressed）                             | 7.62×51 NATO                                                  | 具備可摺疊槍托及消聲器版本                                                   |
| AWM （Magnum）                                 | .338 Lapua Magnum .300 Winchester Magnum 7mm Remington Magnum | 高威力彈藥版本，德國軍隊定名為G22                                            |
| AWSM （Super Magnum）                          | .338 Lapua Magnum                                             | 英軍定名為L115A1，改良型定名為L115A3                                         |
| AWF （Folding）                                | 7.62×51 NATO                                                  | AW的摺疊槍托版本                                                             |
| AW50                                           | .50 BMG                                                       | AW的.50 BMG（12.7×99毫米）版本，澳洲軍隊的摺疊槍托版本定名為AW50F            |
| AS50 （Arctic Semi-automatic .50 caliber）     | .50 BMG                                                       | 半自動型號                                                                   |
| AE （Arctic Economy）                          | 7.62×51 NATO                                                  | 廉價警用型                                                                   |
| AX50                                           | .50 BMG                                                       | AX338的.50 BMG（12.7×99毫米）版本                                            |
| AX338                                          | .338 Lapua Magnum                                             |                                                                              |
| AICS （Accuracy International Chassis System） |                                                               | 為雷明登700步槍開發的槍托                                                    |

### AICS弹匣
精密国际对业界最有影响力的就是为AICS枪托所配备的弹匣，因其优良的口径兼容性和供弹可靠性，已经成为各类（特别是短枪机行程）栓动步枪广为接受的设计标准。“AICS风格”的弹匣和插口配件（称作“底件”bottom metal）可以在各种雷明登700以及第三方厂家衍生的特制步枪、甚至儒格和萨维奇生产的步枪上找到。许多较有名气的枪械配件生产商（比如马格普、Accurate-Mag和MDT）也专门生产提供AICS风格的弹匣。

## 外部連結
- 精密國際官方頁面 （页面存档备份，存于）